# Wikariat apostolski Arabii Południowej
Wikariat apostolski Arabii Południowej (łac. Vicariatus Apostolicus Arabiae Meridionalis) – katolicka jednostka podziału administracyjnego Kościoła katolickiego, obejmująca swoim zasięgiem 3 państwa: Jemen, Oman, Zjednoczone Emiraty Arabskie. Siedziba wikariusza apostolskiego znajduje się w Katedrze św. Józefa w Abu Zabi.

## Historia
W 1840 papież Grzegorz XVI erygował prefekturę apostolską Dżuddy. Dotychczas wierni z tych terenów należeli do wikariatu apostolskiego Egiptu i Arabii (obecnie wikariat apostolski Aleksandrii). W 1841 zmieniono nazwę na prefektura apostolska Adenu.
4 maja 1888 prefekturę apostolską Adenu podniesiono do rangi wikariatu apostolskiego. 28 czerwca 1889 zmieniono jego nazwę na wikariat apostolski Arabii.
29 czerwca 1953 z wikariatu apostolskiego Arabii odłączono prefekturę apostolską Kuwejtu (obecnie wikariat apostolski Arabii Północnej).
30 maja 2011 zmieniono nazwę na wikariat apostolski Arabii Południowej.

## Ordynariusze

### Prefekci apostolscy
- bp Guglielmo Massaja OFMCap[a] (1846–1854) równocześnie wikariusz apostolski Galii
- ks. Luigi Sturla[a] (1854–1858)
- o. Giovenale da Tortosa OFMCap[b] (1858–1864)
- bp Louis-Callixte Lasserre OFMCap[c] (1871–1888) biskup od 1882

### Wikariusze apostolscy
- bp Louis-Callixte Lasserre OFMCap[c] (1888–1900)
- o. Jean Chrysostome Bigel OFMCap[c] (1901–1902) nie objął katedry
- bp Bernardine Thomas Edward Clark OFMCap[d] (1902–1910) następnie mianowany biskupem Port Victoria
- bp Filippo Raffaele Presutti OFMCap[a] (1910–1914)
- bp Evangelista Latino Enrico Vanni OFMCap[a] (1916–1925 lub 1927)
- bp Pacifico Tiziano Micheloni OFMCap[a] (1933–1936)
- bp Giovanni Tirinnanzi OFMCap[a] (1937–1949)
- bp Irzio Luigi Magliacani OFMCap[a] (1949–1969)
- bp Giovanni Gremoli OFMCap[a] (1975–2005)
- bp Paul Hinder OFMCap, Szwajcar (2005–2022)
- bp Paolo Martinelli OFMCap, Włoch (od 2022)

## Podział administracyjny
W skład wikariatu apostolskiego wchodzi 20 parafii zorganizowanych w 1 dekanat.